# Фриск Аскер
«Фриск Аскер» — норвежский хоккейный клуб из города Аскер. Основан в 1922 году.

## История
Спортивный клуб «Фриск» был основан в 1922 году. Секция по хоккею с шайбой появилась в клубе с 1935. В период с 1935 по 1968 клуб выступал в нижних региональных лигах. В 1968 году фермер Бьёрн Мортесен, в стремлении принести пользу обществу, начал строительство крытого ледового катка. «Аскерхоллен» был открыт 31 августа 1969 года. Однако у клуба было мало денежных средств для выступления на серьёзном уровне. У другого клуба, «Тигрене» из Осло, были средства, но, в свою очередь, не было ледового стадиона. Поэтому в сезоне 1969/70 два клуба приняли решение об объединении в один, который получил название «Фриск Аскер». В мае 1972 года на арене «Аскерхоллен» произошёл крупный пожар, в результате которого каток сильно пострадал. Но, благодаря всё тому же Мортесену, в 1973 году стадион был отстроен заново. Семидесятые годы стали наиболее успешными для клуба; «Фриск Аскер» дважды выиграл чемпионат Норвегии - в 1975 и 1979 годах. В 1986 году под руководством Барри Смита клуб вышел в финал плей-офф чемпионата. Но постепенно клуб захлестнула волна экономических проблем, и в середине 1990-х «Фриск Аскер» покинул элитный дивизион. Попытка реанимировать клуб путём объединения с хоккейным клубом «Хольмен» под общим названием «Аскер Хоккей» провалилась. Тем не менее, в 1995 году клуб вернулся в элиту норвежского хоккея своими собственными силами. В 2002 году, переиграв в финале «Сторхамар Дрэгонс», «Фриск Аскер» в третий раз становится чемпионом Норвежской лиги. В последовавшее после выигранного титула десятилетие клуб является крепким середняком Норвежской лиги, делая ставку на воспитанников собственной академии.

## Достижения
- Норвежская хоккейная лига:
  - Победители (3)  : 1975, 1979, 2002